# 大宇資訊
大宇資訊股份有限公司，簡稱大宇資訊，成立於1988年4月27日，是一家位於台灣台北市大安區的電腦遊戲軟體公司，成立之初以設計研發中文版PC遊戲為主要業務，曾經推出多款角色扮演遊戲與益智模擬遊戲，旗下知名游戏系列有仙劍奇俠傳系列、軒轅劍系列、天使帝國系列、大富翁系列、明星志願系列等。目前大宇資共有七大事業體，包含遊戲、支付、資安、餐飲、重電等業務範疇，像是合正、星宇互動娛樂、全達、安瑞-KY、紅陽、大宇資訊及筑員屋餐飲。

## 歷史
- 大宇資訊成立於1988年4月27日，第一代總部位於台北市建成區重慶北路一段67號8樓之2，創辦人李永進，當時組織型態為有限公司。當時台灣的遊戲市場以代理進口英文版遊戲為大宗，以中文為遊戲介面的產品非常的少。大宇於1989年發行第一套遊戲《滅》，並創辦以介紹大宇產品為主的月刊《軟體之星》（形式為當時遊戲說明書大小，約數十頁的小冊子）。大宇在1990年發行第一套中文環境的角色扮演遊戲《軒轅劍》，在市場上產生相當大的反應；隨後在1991年推出《破壞神傳說》、1993年推出《天使帝國》等多套遊戲，使得大宇在台灣電腦遊戲市場上站穩腳步，與英文遊戲相互競爭。
- 1994年，大宇總公司遷至臺北市中正區忠孝東路二段88號8樓，推出《軒轅劍貳》韓文版遊戲，正式進入韓國市場。1995年，推出《軒轅劍》日文版，成為當時極為少數能夠外銷電腦遊戲的台灣廠商。除了繼續開發個人電腦遊戲以外，大宇並且開始代理其他國家的電腦遊戲，以及向其他遊戲平台邁進，與當時第三波文化事業（之後改名為第三波資訊，現已結束營業）同時成為台灣大型遊戲公司的代表。
- 1995年7月，《仙劍奇俠傳》發售，並且造成轟動，佔居各排行榜許久。
- 1998年8月，大宇資訊為了成為中華民國證券櫃檯買賣中心上櫃公司，原負責人另成立天碩資訊股份有限公司，然後由天碩資訊併入原大宇資訊，並且接收既有之產品、人員及業務。同年9月，舊大宇解散。該年10月，又再將名稱變更回大宇資訊股份有限公司。[3][4]
- 1998年，大宇資訊總公司喬遷到臺北縣中和市（今新北市中和區）遠東世紀廣場。1999年年底，《軒轅劍參》發售。2000年，大宇成立大宇全球網路，開始進入網路遊戲市場；《軟體之星》也畫上終止符。2000年底，《軒轅劍參外傳 天之痕》發售。2001年，大宇與艾尼克斯合資成立網星艾尼克斯網絡科技有限公司。1999年至2001年，大宇製作霹靂衛星電視台電玩節目《電玩帝國》，主持人是蔣偉文。
- 2002年，大宇資訊推出「漢朝與羅馬」、「大富翁六」、「軒轅劍四」、「天使帝國三」，1月由網星艾尼克斯於大陸正式推出《魔力寶貝》，6月推出艾尼克斯遊戲《深遂幻想》，7月自製魔力寶貝資料片「魔弓傳奇」，8月推出大宇首套線上遊戲《軒轅劍網路版》，11月與诺基亚合作於Nokia Club提供手機遊戲「大富翁」及「16張麻將」下載，11月大宇資訊與大宇全球網路合併，12月大宇資訊宣佈停止代理國外單機遊戲業務。
- 2003年4月1日，艾尼克斯與史克威爾合併為史克威爾艾尼克斯，網星艾尼克斯隨之改名為網星史克威爾艾尼克斯網絡科技有限公司。2004年，大宇開始推出手機遊戲。2005年12月1日，網星史克威爾艾尼克斯網絡科技歇業，大宇同時成立網星樂園科技有限公司。2006年年底，因虧損問題，大宇縮編網星樂園。
- 2007年10月，上海軟星宣佈解散，併入北京軟星。
- 2007年11月29日，智冠科技與大宇資訊宣佈合作，雙方第一個合作案是遊戲新幹線負責營運大宇自製、研發的免費網路遊戲《仙劍online》；大宇完全轉型為自製、研發公司，集中於產品研發、國際化與全球市場授權業務，並擴大與其他同業及異業的合作機會。
- 2010年10月25日，軟星科技（北京）有限公司旗下子公司北京巨輪網絡信息技術有限公司與其開發遊戲《三國戰魂Online》出售給上海巨人網絡科技有限公司。
- 2013年7月2日，李永進卸任大宇資訊董事長及總經理，轉任榮譽副董事長；吳亮材接任大宇資訊董事長兼總經理。[5]
- 2014年4月29日，大宇資訊宣布，因組織異動調整，原歸屬於大宇資訊的遊戲會員以及遊戲本身，將全數移交子公司大宇遊戲經營，以及提供後續會員服務。[6]
- 2015年2月，重新組建的上海軟星正在籌備中，將以手機遊戲為業務重點。[7]此次重組動作最終在由仙劍奇俠傳官方微博發布的正式通告[8]中得以確認。
- 2015年6月25日，大宇資訊總公司由遠東世紀廣場喬遷到台北市信義區遠雄國際中心24樓[9]。
- 2017年11月11日，北京昆侖萬維宣佈將以10億元新台幣（約合2.13億元人民幣）購入北京軟星51%的股份[10]，這將使得北京軟星的企業性質變為合資企業。但该增資協議被大宇資訊解除[11]。后于2018年5月，中手游集团成功收购北京软星51%股权。
- 2021年8月5日，中手游以6.4184亿港元收购大宇资讯在北京软星剩余的49%股份，及《仙剑奇侠传》IP在中国大陆地区所有权益。[12]
- 2022年12月14日，大宇資訊在記者會揭露，明年預計將陸續推出6款遊戲，包含《台北大空襲》、《女鬼橋2》等。
- 2024年5月14日，大宇资讯透露其有意出售《仙剑奇侠传》以及《轩辕剑》的版权。[13]
- 2024年9月11日，大宇資訊宣布售出《仙剑奇侠传》IP予中手遊旗下 100% 持股子公司 SuperNova Overseas，以及《轩辕剑》IP予歡動（香港）科技有限公司。[14]
- 2025年5月8日，大宇資訊宣布《無盡夢迴》手遊上線。[15]

## 旗下產品
注：若無特別註明，所有代理遊戲及自製並自行營運遊戲均視為由大宇遊戲負責營運。

### 網路遊戲

#### 代理遊戲（台港澳）
- 正常營運中：

| 遊戲名稱 | 原名                     | 主機平台   | 製作國 | 代理開始時間  | 備註                        |
| 魔力寶貝 | Cross Gate，クロスゲート | PC線上遊戲 | 日本   | 2001年9月28日 | 官網 （页面存档备份，存于） |

- 中止營運：

| 遊戲名稱         | 原名               | 主機平台   | 製作國         | 代理開始時間            | 代理結束時間                    | 備註                                                                           |
| 英雄             | Fantasy for you    | PC線上遊戲 | 南韓           | 2000年10月31日          | 2003年2月28日                   |                                                                                |
| 超武俠大戰       | Bukyo              | PC線上遊戲 | 日本           | 2004年1月29日(封測時間) | 2004年2月17日（第二次封測結束） |                                                                                |
| 深遂幻想         | Depth Fantasia     | PC線上遊戲 | 日本           | 2002年6月18日           | 2004年11月9日                   |                                                                                |
| 星願Online       | ROSE Online        | PC線上遊戲 | 南韓           | 2005年6月1日            | 2006年3月                       |                                                                                |
| 大航海時代Online |                    | PC線上遊戲 | 日本           | 2005年12月20日          | 2009年11月27日                  | 2009年10月30日大宇和紅心辣椒宣佈轉換代理權 紅心辣椒於2009年12月2日重開伺服器。 |
| 刀劍Online       | 刀剑Online         | PC線上遊戲 | 中華人民共和國 | 2005年3月1日            | 2011年5月30日                   |                                                                                |
| 三國擊霸魂       | 哎哟三国英雄传     | 網頁遊戲   | 中華人民共和國 | 2011年6月16日           | 2011年12月26日                  |                                                                                |
| 三國兵臨城下     | 兵临城下           | 網頁遊戲   | 中華人民共和國 | 2009年1月20日           | 2012年1月20日                   |                                                                                |
| 籃球鬪           | BasketDudes        | PC線上遊戲 | 西班牙         | 2012年1月18日           | 2013年9月10日                   |                                                                                |
| 飄渺西遊         | 飘渺西游           | 網頁遊戲   | 中華人民共和國 | 2010年11月25日          | 2013年9月22日                   |                                                                                |
| 新仙劍           | 新仙剑奇侠传Online | 網頁遊戲   | 中華人民共和國 | 2013年10月24日          | 2017年5月18日                   | 聯運，官網 （页面存档备份，存于）                                              |

#### 自製並自行營運遊戲
- 正常營運中：

| 遊戲名稱                        | 主機平台   | 營運開始時間  | 備註                      |
| 飛天歷險free（軒轅劍網路版2代） | PC線上遊戲 | 2006年10月4日 | 海外授權營運，免費制 官網 |

- 中止營運：

| 遊戲名稱                    | 主機平台     | 營運開始時間  | 營運中止時間   | 備註                                     |
| 阿貓阿狗大作戰Online        | PC線上遊戲   | 2006年8月18日 | 2007年2月      |                                          |
| 飛天歷險（軒轅劍網路版2代） | PC線上遊戲   | 2005年9月6日  | 2010年10月12日 | 月費制                                   |
| 軒轅劍網路版                | PC線上遊戲   | 2002年10月1日 | 2010年12月3日  |                                          |
| 明星志願FB                  | Facebook遊戲 | 2010年8月11日 | 2011年         | 官網                                     |
| 森林妖精                    | Facebook遊戲 | 2011年4月27日 |                |                                          |
| 大富翁Online                | PC線上遊戲   | 2007年4月12日 | 2017年7月31日  | 海外授權營運 官網 （页面存档备份，存于） |

#### 自製並授權營運遊戲
- 中止營運：

| 遊戲名稱                        | 主機平台   | 在台代理商 | 營運開始時間   | 營運中止時間  | 備註 |
| 軒轅劍外傳Online                | PC線上遊戲 | 遊戲新幹線 | 2012年3月23日  | 2013年8月19日 |      |
| 天之痕Online（軒轅劍網路版3代） | PC線上遊戲 | 遊戲新幹線 | 2011年10月12日 | 2014年4月15日 |      |
| 仙劍Online                      | PC線上遊戲 | 遊戲新幹線 | 2009年4月16日  | 2014年4月16日 |      |

#### 自製之未上線遊戲
- 終止開發
  - 爭寵Online
  - 明星志願Online

- 賣斷出售：
  - 三國戰魂Online

- 未正式运营：
  - 夢幻星球Online[註 2]（中國大陸由中華網遊戲集團（CDC Games）取得代理權 [30]，仅进行过一次封测，从未正式运营）

### 單機遊戲
- 僅列出部份遊戲

#### 系列作品
| 系列作               | 初作上市日期 | 最新單機續作          | 最新續作上市日期 | 合作遊戲 |
| 大富翁系列           | 1989年12月   | 大富翁11              | 2022年10月20日   |          |
| 軒轅劍系列           | 1990年10月   | 軒轅劍柒              | 2020年10月29日   |          |
| 春秋爭霸戰系列       | 1992年4月    | 春秋爭霸戰2：問鼎天下 | 1996年9月15日    |          |
| 魔神戰記系列         | 1992年12月   | 魔神戰記2             | 1997年1月15日    |          |
| 天使帝國系列         | 1993年3月    | 天使帝國四            | 2016年6月30日    |          |
| 魔法世紀系列         | 1993年12月   | 魔法世紀2             | 1995年1月20日    |          |
| 正宗台灣16張麻將系列 | 1994年2月    | 正宗台灣16張麻將3     | 2003年3月27日    |          |
| 明星志願系列         | 1995年1月    | 明星志願3：甜蜜樂章   | 2007年12月19日   |          |
| 仙劍奇俠傳系列       | 1995年7月    | 仙劍奇俠傳七          | 2021年10月15日   |          |
| 阿貓阿狗系列         | 1998年2月    | 阿貓阿狗2             | 2005年7月7日     |          |
| 女鬼橋系列           | 2022年8月    | 女鬼橋二 釋魂路       | 2024年5月9日     |          |

#### 單款、代理作品
1. 滅（1989年1月）
2. 七笑拳（1990年7月）
3. 電腦魔域（1991年）
4. 雷射坦克（1991年）
5. 破壞神傳說（1991年8月）
6. 激鬥戰士（1992年）
7. 縱橫七海（1992年12月）
8. 爆笑出擊（1992年12月）
9. 戰國策（1993年）
10. 魔道子（1993年7月）
11. 幻象雷電（1993年8月）
12. 失落的封印（1993年8月）
13. 妖魔道（1994年8月）
14. 倉庫番（1995年9月）
15. 緋王傳2（1996年2月）
16. 蜥蜴超人（1996年7月）
17. 聖域爭輝（1997年8月）
18. 銀河英雄傳說4EX（1998年11月）
19. 台灣職棒大聯盟（1998年12月）
20. 阿雅超時空歷險（1999年10月）
21. 中英文快打2（1999年）
22. 麻將旗艦（2000年1月20日）
23. 瘋狂搖搖杯（2000年6月）
24. 霹靂奇俠傳（2000年7月）
25. 魔幻騎士（2001年12月）
26. 漢朝與羅馬（2002年7月）

### 手機 App遊戲
| 遊戲名稱                    | 作業系統/上架平台                    | 上市日期       | 語言                   | 官網                   |
| Flying PuPu                 | iOS的App Store                       | 2011年8月24日  | 英文                   | （页面存档备份，存于） |
| Flying PuPu                 | Android的中華電信HamiApps商店        | 2012年2月7日   | 英文                   | （页面存档备份，存于） |
| Flying PuPu                 | Windows Phone Mango的marketplace市集 | 2012年3月12日  | 英文                   | （页面存档备份，存于） |
| Poor George                 | iOS的App Store                       | 2011年8月10日  | 英文、中文、日文       | （页面存档备份，存于） |
| 大富翁4fun                  | iOS的App Store                       | 2012年1月30日  | 英文、中文             | （页面存档备份，存于） |
| 大富翁4fun                  | Android的Google Play                 | 2012年12月26日 | 英文、中文             | （页面存档备份，存于） |
| 仙劍奇俠傳五 – 劍傲丹楓     | iOS的App Store                       | 2012年2月23日  | 中文                   | （页面存档备份，存于） |
| 粉愛粉愛你–Quiz叮咚²        | iOS的App Store                       | 2012年2月23日  | 中文                   |                        |
| CityAdventure! 創市奇兵     | iOS的App Store                       | 2012年9月26日  | 英文、中文             |                        |
| 伏魔傳奇                    | iOS的App Store                       | 2012年10月24日 | 英文、中文、日文       | （页面存档备份，存于） |
| 仙劍奇俠傳1 DOS懷舊版       | iOS的App Store                       | 2013年2月2日   | 英文、中文、日文、韓文 |                        |
| 明星志願1 DOS懷舊版         | iOS的App Store                       | 2013年2月4日   | 英文、中文、日文、韓文 |                        |
| 軒轅劍貳 DOS懷舊版          | iOS的App Store                       | 2013年2月8日   | 英文、中文、日文、韓文 |                        |
| 軒轅劍外傳 楓之舞 DOS懷舊版 | iOS的App Store                       | 2013年2月8日   | 英文、中文、日文、韓文 |                        |
| 天使帝國1 DOS懷舊版         | iOS的App Store                       | 2013年4月18日  | 英文、中文、日文、韓文 |                        |
| 阿貓阿狗 DOS懷舊版          | iOS的App Store                       | 2013年7月26日  | 英文、中文、日文、韓文 |                        |
| 軒轅神魔傳                  | Android的Google Play                 | 2013年8月7日   | 中文                   |                        |
| 軒轅神魔傳                  | iOS的App Store                       | 2014年5月19日  | 中文                   |                        |
| 軒轅劍參外傳 天之痕         | iOS的App Store                       | 2014年4月8日   | 中文                   |                        |
| 軒轅劍參外傳 天之痕         | Android的Google Play                 | 2014年10月14日 | 中文                   |                        |
| 符卡軒轅                    | iOS的App Store                       | 2014年5月8日   | 中文                   |                        |
| 明星志願 星之守護           | iOS的App Store                       | 2015年12月     | 中文                   |                        |
| 明星志願 星之守護           | Android的Google Play                 | 2015年12月     | 中文                   |                        |

### 期刊
1. 軟體之星（1989年創刊）

### 硬體週邊及工具軟體
1. 大宇多功能搖桿卡（JOYMOUSE）……ISA介面卡
2. 自助印刷店……5.25吋軟碟片2張，支援倚天中文系統1.45以上

### 社群平台
1. Joypark麻吉
2. 610好康網

## 集團子公司與孫公司

### 现拥有
列于大宇集团旗下：
- 大宇資訊股份有限公司
  - 星宇互動娛樂股份有限公司[註 3]
  - 泰嘉數位媒體股份有限公司
- 筑員屋餐飲股份有限公司
- 合正科技(股)公司
  - 三江電機企業股份有限公司
- 安瑞科技（Array Inc.）
- 全達國際股份有限公司
  - 三全科技股份有限公司
  - 達拉電能股份有限公司
- 紅陽科技股份有限公司

列于大宇资讯旗下：
- 視覺動力娛樂有限公司[註 4]
- Softstar Animation Limited.
- Time Vision International Limited
- Starlight Gaming India Private Limited（星點）

### 曾拥有
- Softstar International Inc
  - Mauritius Webstar INC（已註銷）
  - Softstar Global Inc.（已註銷）
    - 網星樂園（北京）科技有限公司（中止營運）
    - 群宇信息科技（上海）有限公司（已註銷）
- 網星史克威爾艾尼克斯網絡科技（北京）有限公司（中止營運）
- 軟星科技（北京）有限公司（已轉讓中手遊集團）
  - 軟星科技（北京）有限公司 - 廣州分公司[41] [註 5]
- 軟星科技（上海）有限公司（已轉讓中手遊集團）
  - 軟星科技（上海）有限公司－廈門分公司（中止營運）
- 北京寰宇之星軟件有限公司（中止營運）
- 玩拾科技股份有限公司（中止營運）
- 火星數位股份有限公司（中止營運）
- 微酷遊戲股份有限公司（中止營運）
- 北京偉特力群信息技術服務有限公司
  - 北京偉特力群信息技術服務有限公司－上海分公司
- 耀宇軟件（上海）有限公司
- 樂宇數位有限公司[註 6]（已解散）
- 奇幻城堡股份有限公司（已出售）
- 仙人掌遊戲股份有限公司（已解散）

## 遊戲開發部門
大宇資訊總經理：陈瑶恬
- 研發一部
  - 經理：楊淵升
  - 負責專案：軒轅劍單機系列
  - 最新作品：軒轅劍柒
  - DOMO小組

- 研發二部
  - 經理：李佳澤
  - 負責專案：線上遊戲系列
  - 代表作：仙劍Online、崑崙鏡－軒轅劍網頁動作版 （页面存档备份，存于）

- 研發三部
  - 經理：饒瑞鈞
  - 負責專案：線上遊戲系列
  - 代表作：軒轅劍網路版2 飛天歷險、軒轅劍網路版 天之痕、明星志願系列

- 巢穴音樂[42]
  - 經理：曾志豪
  - 各研發單位各專案的遊戲音樂製作以及外部服务音樂製作

## 遊戲開發用引擎

### 自主開發之引擎
- 軒轅劍參2D引擎（2D，大宇DOMO小組開發）
- 軒轅劍肆3D引擎（3D，大宇DOMO小組開發[43]）
- GameBox引擎（3D，大宇北京軟星開發[註 7]）- 單機遊戲5款，線上遊戲1款，共計6款。

| 遊戲                    | 上市年月份 | 平台    | 開發單位 |
| ----------------------- | ---------- | ------- | -------- |
| 大富翁6                 | 2002年6月  | Windows | 北京軟星 |
| 大富翁6PLUS 大家來搶錢  | 2002年12月 | Windows | 北京軟星 |
| 仙劍奇俠傳三            | 2003年7月  | Windows | 上海軟星 |
| 仙劍奇俠傳三外傳·問情篇 | 2004年8月  | Windows | 上海軟星 |
| 阿貓阿狗2               | 2005年7月  | Windows | 上海軟星 |
| 阿貓阿狗大作戰Online    | 2006年8月  | Windows | 上海軟星 |

### 授權使用（購買）之引擎
- RenderWare（3D，Criterion Software開發）- 單機遊戲13款，線上遊戲8款，共計21款。

| 遊戲                         | 上市日期   | 平台    | 開發單位                         |
| ---------------------------- | ---------- | ------- | -------------------------------- |
| 大富翁7                      | 2003.12    | Windows | 北京軟星                         |
| 大富翁7 遊寶島/遊香江        | 2004.12    | Windows | 北京軟星                         |
| 軒轅劍網路版2代 飛天歷險[45] | 2005.09    | Windows | 大宇台北總部研發三部             |
| 明星志願3                    | 2005.12    | Windows | 大宇台北總部研發一部             |
| 大富翁8                      | 2006.1     | Windows | 北京軟星                         |
| 明星志願3 星光圓舞曲         | 2006.7     | Windows | 大宇台北總部研發一部             |
| 軒轅劍伍 一劍凌雲山海情      | 2006.8     | Windows | DOMO小組（大宇台北總部研發一部） |
| 明星志願3 銀色幻想曲         | 2006.12    | Windows | 大宇台北總部研發一部             |
| 仙劍奇俠傳四                 | 2007.08    | Windows | 上海軟星                         |
| 軒轅劍外傳 漢之雲            | 2007.12    | Windows | DOMO小組（大宇台北總部研發一部） |
| 明星志願3 甜蜜樂章           | 2007.12    | Windows | 大宇台北總部研發一部             |
| 仙劍Online                   | 2009.01    | Windows | 大宇台北總部研發二部             |
| 軒轅劍外傳 雲之遙            | 2010.1     | Windows | DOMO小組（大宇台北總部研發一部） |
| 軒轅劍網路版 天之痕          | 2010.08    | Windows | 大宇台北總部研發三部             |
| 仙劍奇俠傳五                 | 2011.7.7   | Windows | 北京軟星                         |
| 夢幻星球Online               | 未正式运营 | Windows | 北京軟星                         |
| 三國戰魂Online               | 賣斷出售   | Windows | 北京軟星                         |
| 爭寵Online                   | 終止開發   | Windows | 北京軟星                         |
| 明星志願Online               | 終止開發   | Windows | 大宇台北總部研發二部             |
| 轩辕剑外传Online             | 2012.3.23  | Windows | 大宇资讯                         |
| 仙劍奇俠傳五前傳             | 2013.1.15  | Windows | 北京軟星                         |
- Unity（3D，Unity Technologies開發）- 單機遊戲3款，網頁遊戲2款，共計5款。

| 遊戲                    | 上市日期  | 平台                                     | 開發單位             |
| ----------------------- | --------- | ---------------------------------------- | -------------------- |
| 森林妖精[46]            | 2011.04   | Unity网页播放器（支持Windows, Mac OS X） | 大宇台北總部研發一部 |
| Project F[47]           | 終止開發  | Unity网页播放器（支持Windows, Mac OS X） | 大宇台北總部研發一部 |
| 軒轅劍陸 鳳凌長空千載雲 | 2013.8.9  | Windows                                  | 大宇台北總部研發一部 |
| 軒轅劍外傳 穹之扉       | 2015.3.26 | Windows，PlayStation 4，Xbox One         | 大宇台北總部研發一部 |
| 仙劍奇俠傳六            | 2015.7.8  | Windows，PlayStation 4                   | 北京軟星             |
- 虚幻引擎（3D，Epic Games開發）- 單機遊戲2款，共計2款。

| 遊戲         | 上市日期   | 平台                                                             | 開發單位             |
| ------------ | ---------- | ---------------------------------------------------------------- | -------------------- |
| 軒轅劍柒     | 2020.10.29 | Windows，PlayStation 4，Xbox One，Xbox Series X/S                | 大宇台北總部研發一部 |
| 仙劍奇俠傳七 | 2021.10.15 | Windows，PlayStation 4，Xbox One，PlayStation 5，Xbox Series X/S | 北京軟星             |